# Partia Narodowych Socjalistów
Partia Narodowych Socjalistów – polska partia narodowo-socjalistyczna założona 22 czerwca 1933 przez zwolenników wieloletniego działacza Narodowego Związku Robotniczego i Narodowej Partii Robotniczej – Kazimierza Dagnana.

## Działalność
Pierwszym prezesem został Fryderyk Fiałkiewicz. PNS powstała jako grupa secesyjna z Narodowej Partii Robotniczej - Lewicy. Później przyłączyła się do niej grupa bielskiego Stronnictwa Narodowo-Socjalistycznego oraz krakowscy działacze rozwiązanej po rozłamie Narodowo-Socjalistycznej Partii Robotniczej.
Organem prasowym partii był „Narodowy Socjalista”. Dodatkowo wydawano „Zwycięstwo” w Krakowie, „Front Narodowego Socjalisty” w Wilnie, „Polską Błyskawicę” w Katowicach, „Wczoraj, Dziś i Jutro” we Lwowie i „Trybunę Ludu” w Łodzi. Statutowym umundurowaniem były stalowo-szare koszule. Symbolem oficjalnym partii były powiązane na tarczy biało-czerwonej miecz, sierp i młot. Grupa krakowska symbol ten odrzucała jako nawiązujący do marksizmu i posługiwała się symbolem białej trójramiennej jarzenicy (trójskręt) z krzyżem na czerwonym polu. Jarzenica miała wskazywać na przynależność do świata aryjskiego, poszanowanie tradycji pogańskich przodków, krzyż dodano tak jak dodawano krzyż w polskich herbach szlacheckich do przedchrześcijańskich symboli.
W 1935 r. PNS podjęła nieudaną próbę połączenia się z Narodowym Stronnictwem Pracy i NPR w Narodowy Obóz Pracy. Rok później do partii dołączył Związek Ruchu Narodowego. W maju 1938 r. PNS połączyła się z częścią Narodowego Stronnictwa Pracy w Ruch Narodowej Spólnoty, a w październiku tego roku do RNS przyłączyła się Narodowa Partia Społeczna tworząc Obóz Narodowo-Społeczny.
W czasie okupacji hitlerowskiej niektórzy działacze (np. Roman Kuchciak) ponieśli śmierć z powodu swojej postawy patriotycznej przeciwko niemieckiemu agresorowi.

## Ideologia

Logo grupy Krakowskiej z miesięcznik Narodowy Socjalista

PNS stworzyła własny wariant narodowego socjalizmu o charakterze antyniemieckim i (deklaratywnie) demokratycznym, nie czerpiącym inspiracji z nazizmu. W poszukiwaniu swoich protoplastów odwoływała się m.in. do dziewiętnastowiecznej Gminy Narodowo-Socjalistycznej i Adama Mickiewicza (m.in. Socjalizm, aby się kiedyś stać wszechludzkim, powinien wprzódy stać się narodowym). 
Partia jako cel stawiała „zwycięstwo pracy nad zachłannym kapitalizmem”. W polityce wewnętrznej PNS domagała się „niepodzielnej władzy w państwie dla polskiej klasy pracującej”, co zapewnić miała reforma rolna, nacjonalizacja wielkiego przemysłu oraz demokracja parlamentarna. W stosunku do słowiańskich mniejszości narodowych postulowała tolerancję, natomiast problem żydowski chciała rozwiązać poprzez emigrację Żydów, których uważano za „okupantów” Polski. Jednocześnie PNS posługiwała się konceptem „Aryjczyka”. 
W polityce zagranicznej postulowała powstanie bloku państw słowiańskich. W skali światowej postulowano powołanie powszechnego związku narodowosocjalistycznych republik gdzie w harmonii miała się dokonywać współpraca kulturalna i gospodarcza z zachowaniem odrębności narodowo-politycznej.
W sferze obyczajowej PNS reprezentowała stanowisko konserwatywne, zwłaszcza w kwestii praw kobiet. Deklarowano przywiązanie do chrześcijaństwa, choć w partii niekiedy występowały skłonności antyklerykalne. Niektórzy działacze roztaczali wizje powołania Kościoła narodowego, wolnego od wpływów watykańskich.
Partia była antymarksistowska, jednak pozytywnie postrzegała niektóre działania ZSRR czasów Józefa Stalina. Liczono na unarodowienie ideologii komunistycznej. W przypadku faszystów i nazistów z uznaniem podchodzono do ich antysemityzmu. Niekiedy także wykazywano zrozumienie dla rewizjonizmu rządów o takim charakterze.

## Literatura
- Olgierd Grott – Faszyści i narodowi socjaliści w Polsce, Krakow 2007, ISBN 978-83-60490-19-8
- Jarosław Tomasiewicz, Rewolucja Narodowa. Nacjonalistyczne koncepcje rewolucji społecznej w Drugiej Rzeczypospolitej, Warszawa 2012, ISBN 978-83-64125-01-0, s. 144-169